# Halle du marché de Kuopio

La Halle du marché de Kuopio (en finnois : Kuopion kauppahalli) est un bâtiment de  style jugend située sur la place du marché dans le quartier de Multimäki au centre-ville de Kuopio en Finlande. 

## Histoire
La halle a rouvert en 2013 après une restauration totale.

## Galerie

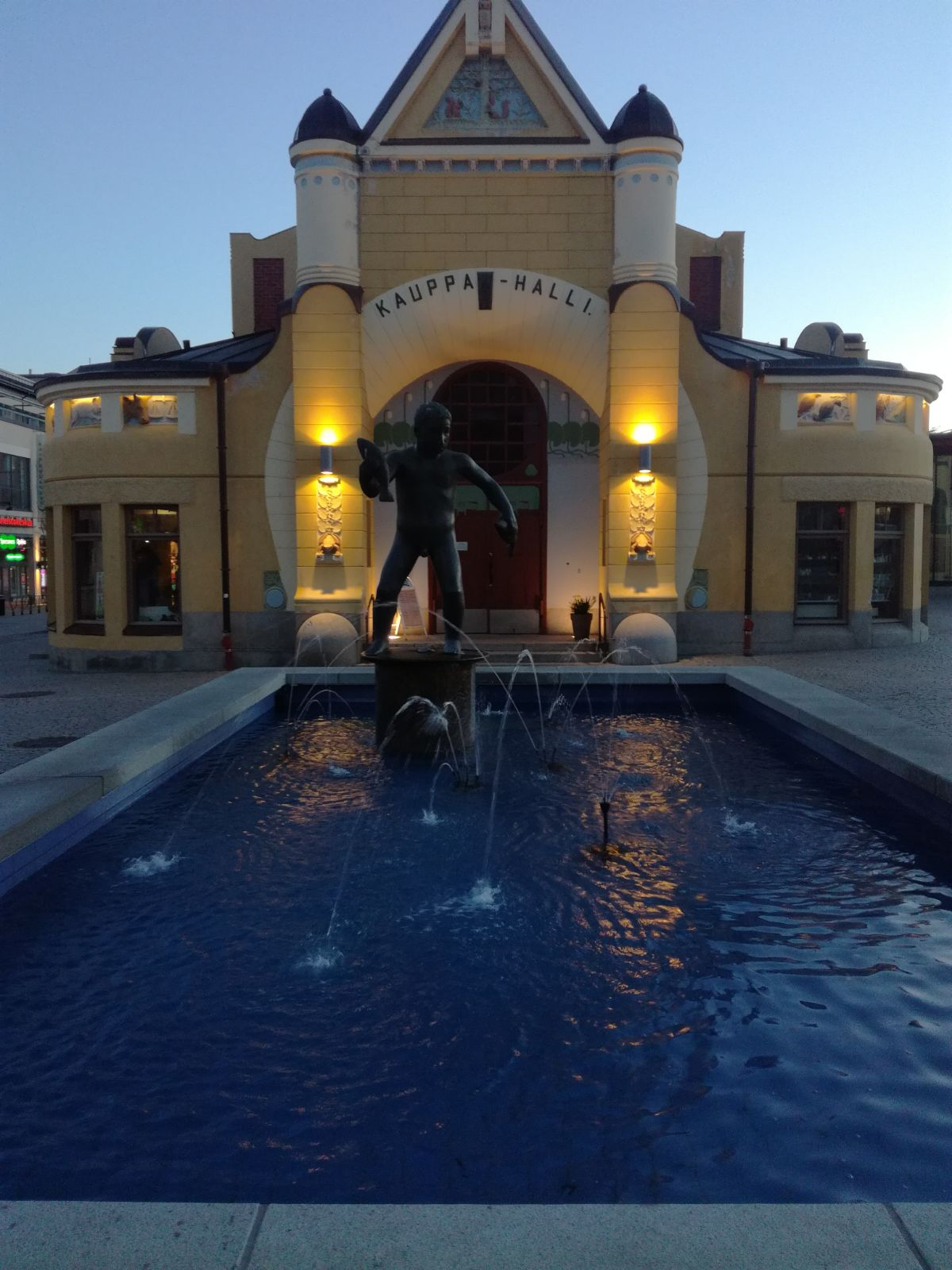
La halle et la statue Veljemies.
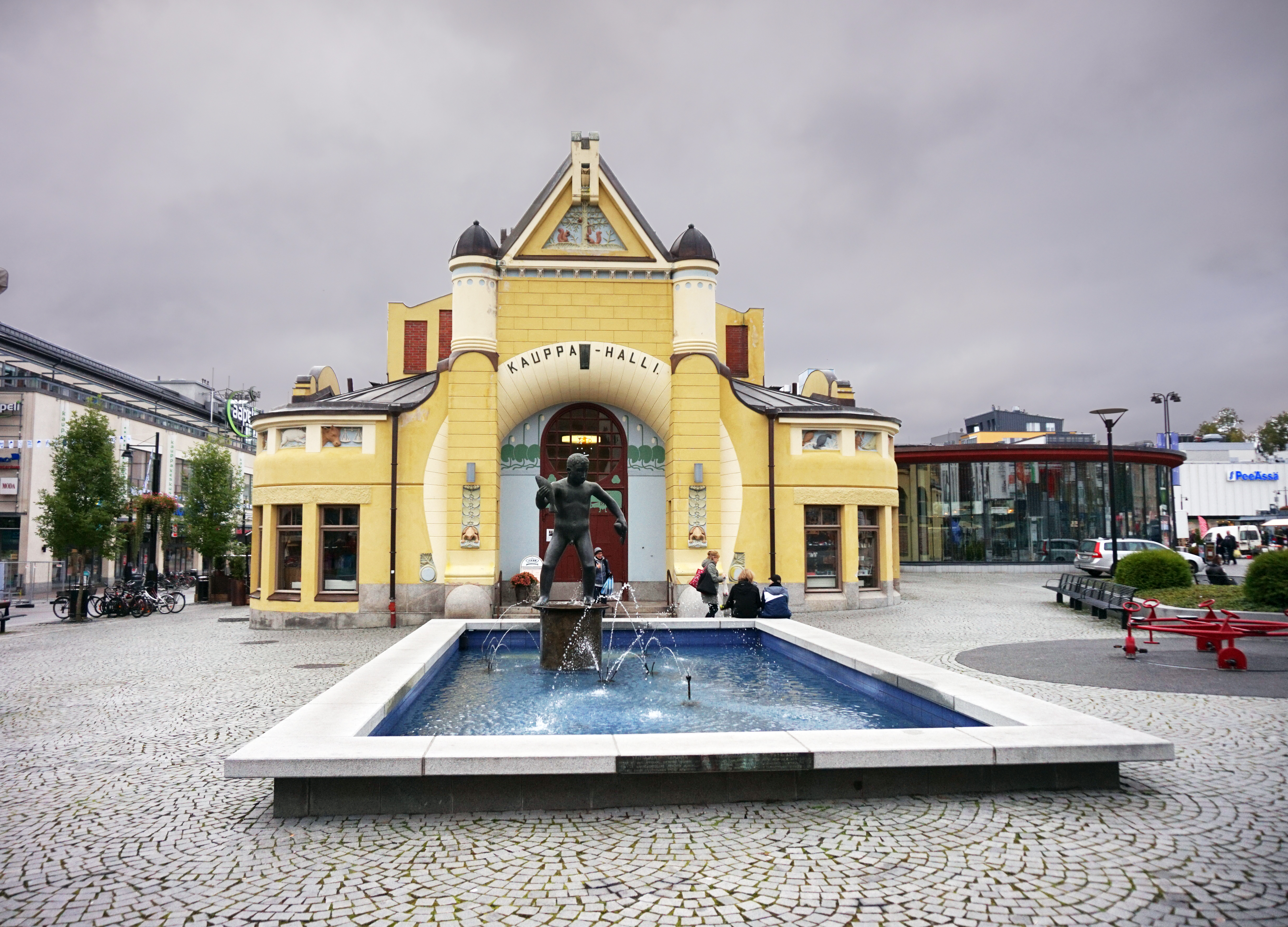
La halle et la statue Veljemies.
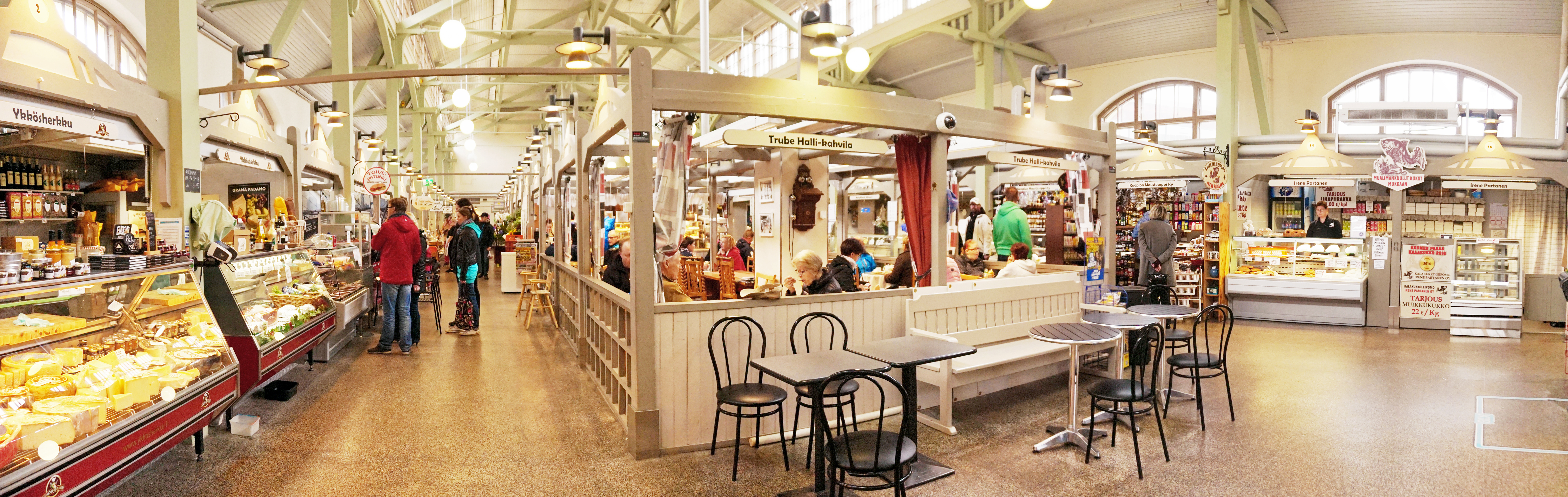
L'intérieur de la halle.
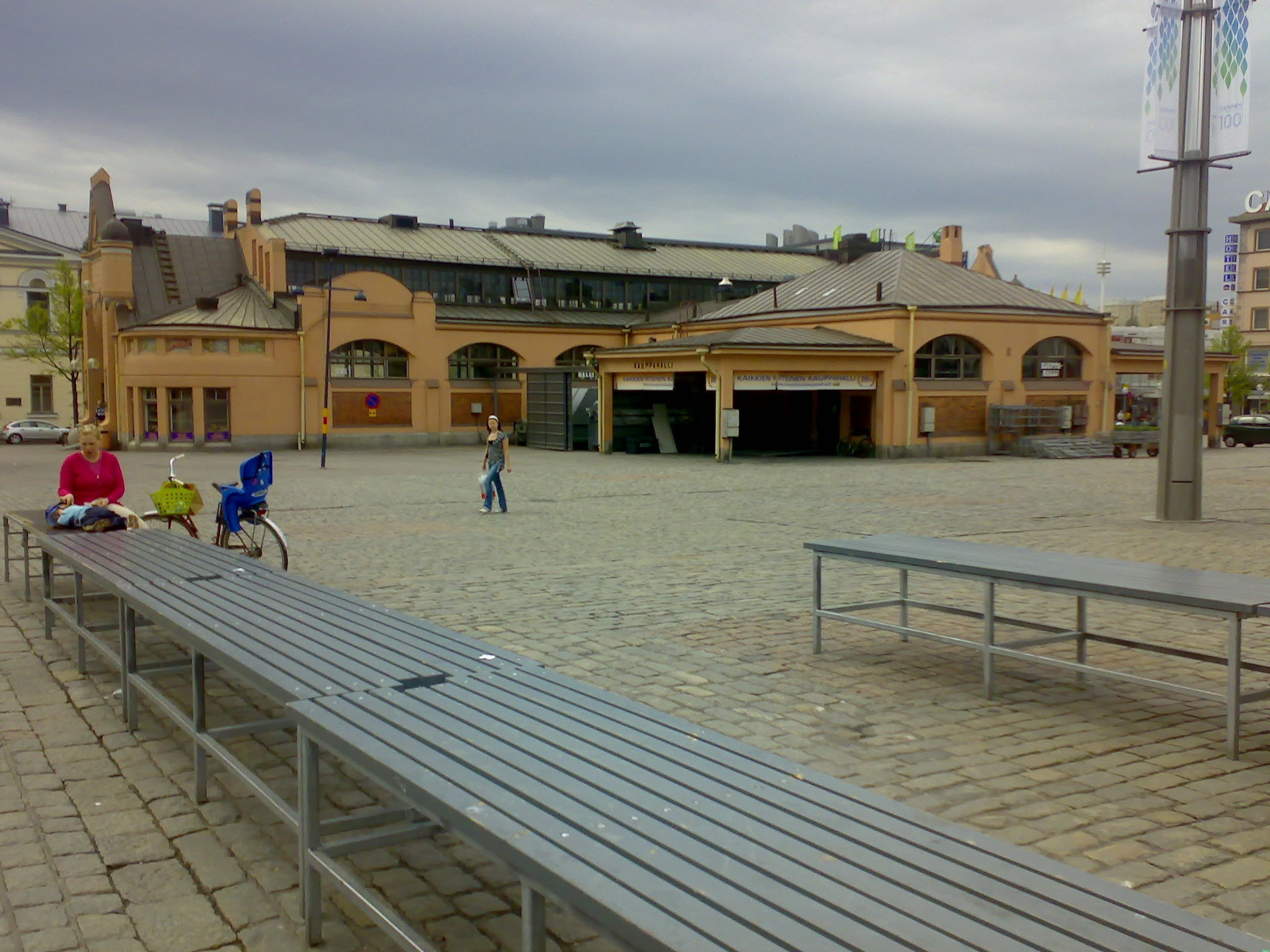
Place avec la halle.